# Virgin Radio Xtreme

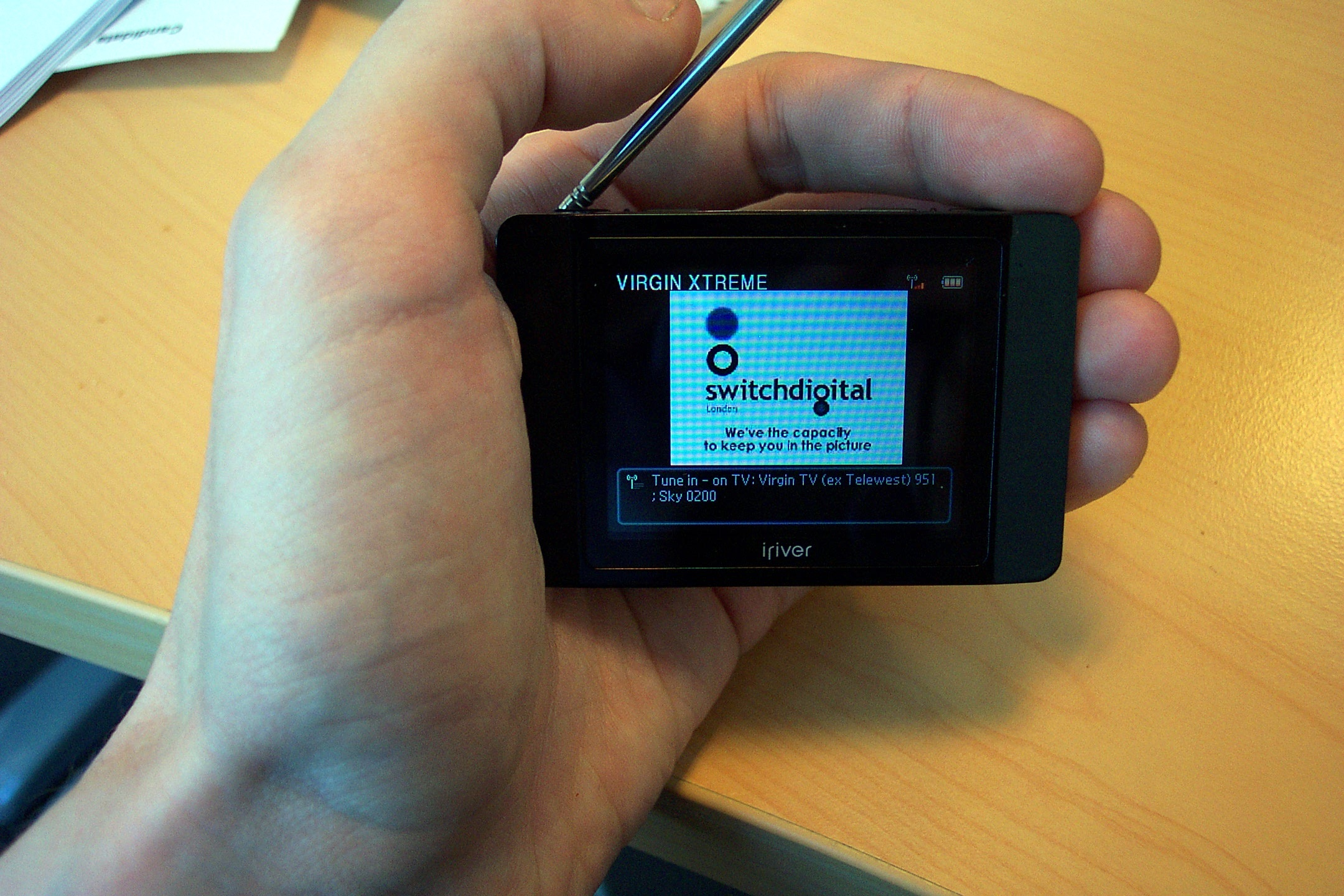
Virgin Xtreme auf DAB

Virgin Radio Xtreme war eine Radiostation in Großbritannien und ein Schwestersender von Virgin Radio.
Der Sender wurde am 5. September 2005 ins Leben gerufen. Er wurde überwiegend ohne Radiosprecher betrieben. Virgin Radio Xtreme wurde vor allem für das junge Publikum konzipiert. Zwischen dem 28. September 2008 und Oktober 2009 wurde das Programm unter dem Namen Absolute Xtreme ausgestrahlt. Seitdem ist auf den Frequenzen das neue Programm Absolute 80s zu hören. Zeitgleich wurde das neue interaktive Radioprogramm dabbl auf DAB im Raum London und als Audiostream im Internet gestartet, welches vorwiegend das bisherige Absolute Xtreme-Publikum ansprechen soll.

## Empfangsmöglichkeiten
- Internet-Stream
- Sky Digital, Kanal 938
- DAB in London
- Telewest, Kabel